# Riverview (Delaware)
Riverview – jednostka osadnicza w Stanach Zjednoczonych, w stanie Delaware, w hrabstwie Kent.